# Вест Беј Шор (Њујорк)
Вест Беј Шор (енгл. West Bay Shore) насељено је место без административног статуса у америчкој савезној држави Њујорк.

## Демографија
По попису из 2010. године број становника је 4.648, што је 127 (-2,7%) становника мање него 2000. године.
| Група             | 2000.         | 2010.         |
| Белци             | 4.391 (92,0%) | 4.027 (86,6%) |
| Афроамериканци    | 45 (0,9%)     | 102 (2,2%)    |
| Азијати           | 105 (2,2%)    | 105 (2,3%)    |
| Хиспаноамериканци | 195 (4,1%)    | 343 (7,4%)    |
| Укупно            | 4.775         | 4.648         |